# Jesús Moncada i Estruga
Jesús Moncada i Estruga (Mequinensa, el Baix Cinca, 1 de desembre de 1941 - Barcelona, 13 de juny de 2005) fou un escriptor en llengua catalana. Considerat com un dels autors en català més traduïts de la seva època, va rebre diversos premis per la seva obra, entre d'altres el Premi Ciutat de Barcelona, el Premi Joan Crexells de narrativa o la Creu de Sant Jordi, atorgada per la Generalitat de Catalunya, l'any 2001.
Mequinensa, la població on va viure fins que va desaparèixer negada per l'embassament de Riba-roja d'Ebre, és l'escenari principal de la seva obra literària.

## Biografia
Nascut al Poble Vell de Mequinensa el 1941, va tenir accés des de molt jove a una bona biblioteca familiar i va sentir des de petit una gran afició per la lectura, l'escriptura i el dibuix. Moltes vegades, Moncada recordava la seva infància a l'antiga Mequinensa com un espai feliç emmarcat entre mines, el Castell de Mequinensa i els rius, especialment l'Ebre que era l'eix econòmic sobre el qual se sustentava la població. Els darrers cursos de batxillerat els va cursar intern al Colegio de Santo Tomás de Aquino a Saragossa, una escola liberal, rara avis en l'època franquista.
Era un col·legi laic, dirigit per un conegudíssim poeta aragonès i la seva família. Miguel Labordeta, el cantautor. És a dir, dintre el col·legi es respirava una 'llibertat' que no es trobava en cap altre col·legi de l'època. […] A més a més, a Saragossa vaig tenir la sort de trobar-m'hi molts professors de literatura, en una època en què la gent no llegia gens ni mica; en això, jo tenia un avantatge enorme sobre la resta dels meus companys, perquè jo era un devorador de llibres. (Entrevista de Josep Gras. Regió 7, 2.I.1998) 
Va anar a fer el servei militar, inicialment, al regiment d'Artilleria Antiaèria de Calataiud i, després, a la Jefatura del mateix cos a Saragossa. Moncada va exercir com a mestre durant un breu període a Mequinensa i a Saragossa, encara que era conscient que la docència no li interessava prou i no va dubtar al 1966 a deixar enrere la seva població i un treball estable per traslladar-se a Barcelona per dedicar més temps a pintar i a escriure, dues facetes artístiques que havia començat a treballar des de molt jove. Amb la pintura i l'escriptura intenta guanyar-se la vida. Va haver de deixar la pintura perquè es va adonar que no hi havia prou temps per dedicar-se a totes les disciplines encara que la seva passió per la pintura es retroba a les seves narracions. Tot i renunciar a la pintura per dedicar-se a la narrativa, va continuar utilitzant el dibuix en la vida quotidiana especialment a través de les dedicatòries dels llibres.
El primer any a Barcelona el va passar al costat del pintor mequinensà Santiago Estruga, compaginant el seu treball amb els interessos artístics. Un any després començava a treballar a l'Editorial Montaner i Simón del carrer Aragó, al departament de Producció, amb Pere Calders, on s'estaria tretze anys fins al tancament de l'editorial. Això li va permetre relacionar-se amb autors com Avel·lí Artís-Gener «Tísner» o Xavier Benguerel. Més tard va compaginar diverses tasques editorials per a Enciclopèdia Catalana i Edicions de la Magrana, fins que va acabar dedicant-se exclusivament a la traducció i l'escriptura. Segons explicava, la traducció l'enriquia perquè li permetia treballar amb registres d'altres autors, de manera que mai va voler deixar el seu lloc de traductor i acceptar les propostes que li sorgien de col·laborar amb la premsa. Traduir es va convertir en el seu mitjà de vida, que li permetia tenir temps per poder escriure.

Pere Calders, escriptor a qui admira, l'anima a escriure i l'encoratja a utilitzar el seu català de la banda de l'Ebre. D'aquests anys són els primers contes i els primers premis (premi Joan Santamaria 1971, entre d'altres), i pren la decisió de dedicar cada vegada més temps a la literatura. 
Vaig estar treballant amb ell durant dotze anys, a [l'editorial] Montaner y Simón. Per a mi, era un gran mestre. Un gran mestre des del punt de vista del rigor a l'hora d'escriure. Ell va tenir la paciència de llegir les meves primeres coses en català. El que també és cert és que va tenir la delicadesa d'animar-me a seguir el meu propi camí a l'hora d'escriure. És a dir, no va intentar mai fer de mi un deixeble. Ell va veure de seguida que jo tenia el meu propi món i, per tant, la meva pròpia manera d'expressar-me. Ara, el que sí que és evident, perquè això és inevitable, és que a les primeres històries, en algunes narracions, és claríssim la influència de Calders. A partir de El Cafè de la Granota jo ja tinc el meu propi món i és el que intento d'explicar.

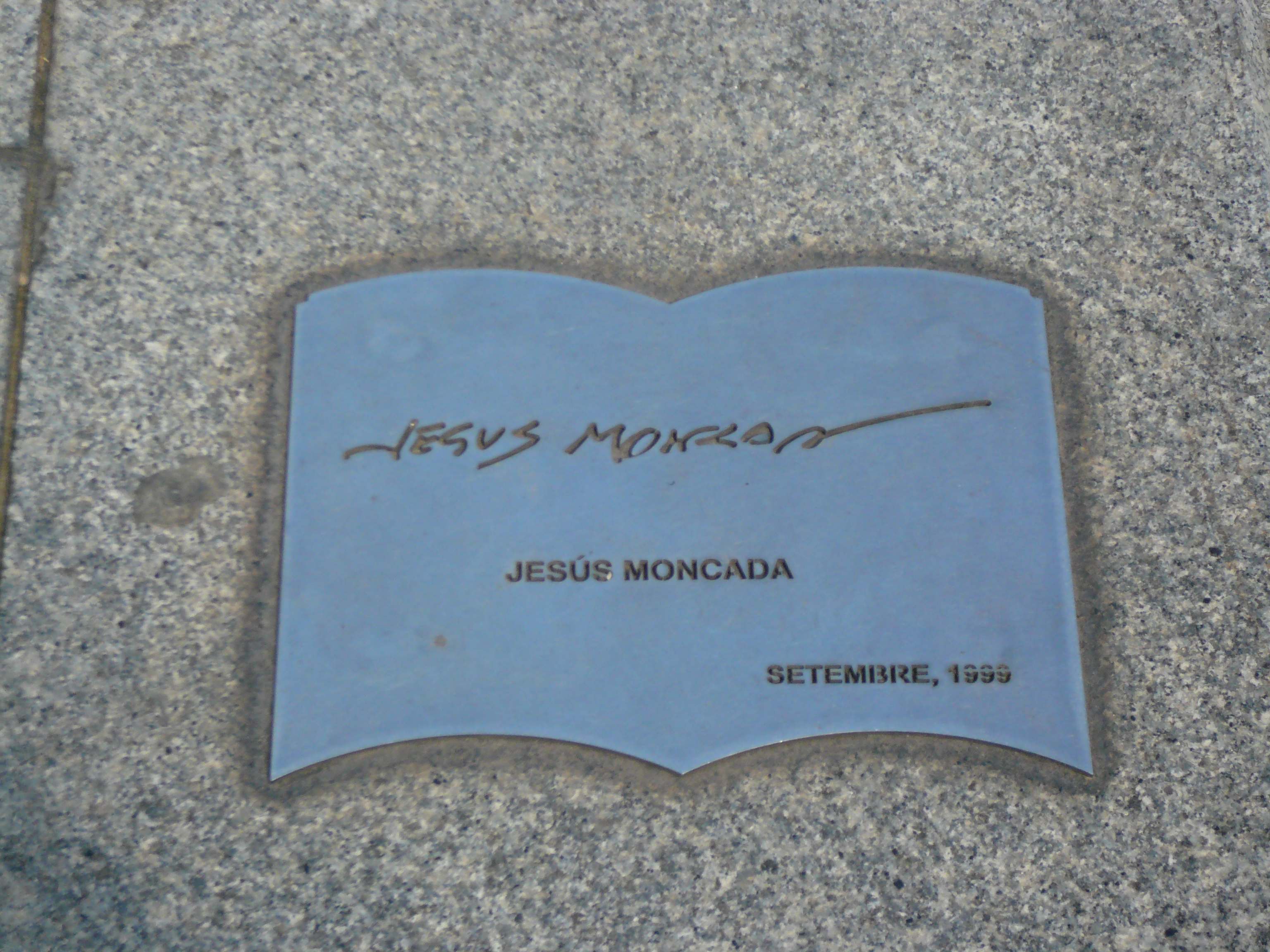
Placa amb la signatura de Jesús Moncada al monument al llibre (Barcelona)

Jesús Moncada és autor dels llibres de contes Històries de la mà esquerra (1981), El Cafè de la Granota (1985) i Calaveres atònites (1999); de les novel·les Camí de sirga (1988), La galeria de les estàtues (1992) i Estremida memòria (1997); i del recull d'escrits Cabòries estivals i altres proses volanderes (2003).
Tant en el primer recull —que va reeditar ampliant-lo amb noves narracions i el pròleg de Pere Calders, el 1981 a Editorial la Magrana— com en el segon, El Cafè de la Granota (1985) recreen —a cavall entre el realisme i la fantasia— el passat mític de l'antiga població de Mequinensa, ara soterrada sota les aigües del riu Ebre; temàtica que va reprendre en les seves altres produccions (novel·les i narracions). Moncada fa reviure Mequinensa amb precisió històrica, el 1988, amb la publicació de la primera novel·la Camí de sirga, que va ser rebuda pel públic i la crítica com una de les novel·les més importants de la darrera narrativa catalana. Va ser guardonada amb el premi Joan Crexells, amb el premi Fundació d'Amics de les Arts i de les Lletres de Sabadell, el premi Nacional de la Crítica, el Ciutat de Barcelona, el de la Crítica Serra d'Or i va ser finalista del Premio Nacional de Literatura, el 1990. Aquesta obra, a més, ha estat traduïda a una vintena de llengües.
A la novel·la La galeria de les estàtues (1992), Mequinensa queda en segon terme enfront de la ciutat imaginària de Torrelloba, capital de província inspirada en Saragossa on l'autor va estudiar als anys 1950. L'acció transcorre en aquesta època i fa flashbacks referits a les dècades de 1930 i 1940 a partir de la revolta que es va produir a la colònia africana d'Ifni. El 1997 va publicar la novel·la Estremida memòria, que va obtenir els premis Joan Crexells i el de la Crítica Serra d'Or, 1998. En aquesta novel·la d'intriga, Moncada furga en la memòria col·lectiva, estremida per l'afusellament d'uns bandolers a Mequinensa —gent del poble— que van assaltar el recaptador del Banc d'Espanya i l'escorta, a la primera etapa de la Restauració alfonsina. El 1999 va publicar un nou recull de narracions amb històries sorprenents, evocadores, humanes: Calaveres atònites, des dels ulls d'un jove advocat barceloní, que va a Mequinensa a la dècada dels cinquanta, a ocupar la plaça de secretari del jutjat de pau.
Moncada estava treballant en una nova novel·la quan va ser diagnosticat de càncer de pulmó. Moria al juny de 2005 i, a petició seva, les seves cendres van ser portades a Mequinensa, on van ser escampades al solar que havia ocupat casa seva al Poble Vell de Mequinensa. Pel conjunt de la seva trajectòria literària va ser distingit amb el Premi dels Escriptors Catalans (2000), la Creu de Sant Jordi (2001), la Medalla de Santa Isabel d'Aragó (2004) i Premi de les Lletres Aragoneses (2004). Pòstumament, va ser nomenat fill predilecte de la vila de Mequinensa.

## Mequinensa universal
Jesús Moncada va aparèixer en el panorama literari català el 1981 amb el recull de relats Històries de la mà esquerra. A partir d'aquell moment, la seva obra El Cafè de la Granota, Camí de sirga, La galeria de les estàtues, Estremida memòria i Calaveres atònites reflectirà tot un món de personatges i d'històries amb un rerefons comú marcat per les seves arrels: Mequinensa i el seu entorn. Però aquest fet no impedeix, segons el propi Moncada, que les seves obres es puguin llegir de manera independent les unes de les altres. Altrament, el caire qualitatiu d'universalitat que pren el tema Mequinensa amb els seus personatges en el decurs de la seva literatura ha afavorit la internacionalitat dels seus llibres, essent Moncada, a hores d'ara, un dels escriptors en llengua catalana més traduït: al castellà a l'anglès, l'alemany, el francès, el suec, el vietnamita o el japonès, entre d'altres.

## Obra pictòrica i fotogràfica
La faceta pictòrica de Jesús Moncada es va poder veure en diverses exposicions de les dècades de 1970 i 1980, tant col·lectives com individuals. Gran part dels seus lectors no van descobrir la seva faceta pictòrica fins a la defunció de l'escriptor, fruit de les exposicions realitzades a Mequinensa (2005), Tarragona (2005), Lleida (2006, 2009), Barbastre (2007) i Calataiud (2007). Actualment, l'obra plàstica i fotogràfica pot visitar-se en els Museus de Mequinensa que disposen d'un ampli espai propi dedicat al seu fill predilecte.
En 2014, el Museu Etnològic de Barcelona, en col·laboració amb l'Ajuntament de Mequinensa, van produir l'exposició Mequinensa! Fotografies de Jesús Moncada. L'exposició permetia recórrer les fotografies de Jesús Moncada fetes per ell mateix al Poble Vell de Mequinensa abans de desaparèixer sota les aigües del pantà de Riba-roja a principis dels anys 1970 combinades amb diversos textos de les seves obres literàries.

## Centre d'Estudis Jesús Moncada

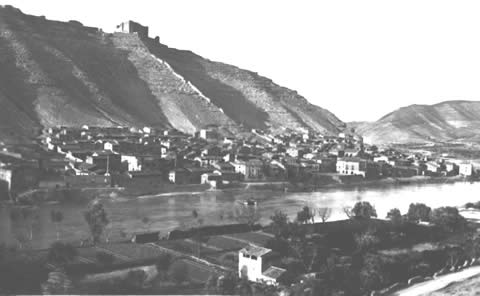
Poble Vell de Mequinensa vora l'Ebre

Mequinensa va inaugurar el 2018 el Centre d'Estudis Jesús Moncada dedicat a recuperar i mantenir viva la memòria del passat de Mequinensa, de la mateixa manera que ho va fer Jesús Moncada. Es tracta d'un projecte dedicat a la recuperació, la difusió i la recuperació de la història i la memòria col·lectiva de l'antiga vila vora l'Ebre i de tots aquells mequinensans i mequinensanes que van destacar per diversos motius en diferents camps. A part de Jesús Moncada, es pot trobar informació i documents de personatges com ara l'historiador i periodista Edmon Vallès, l'editor i filantrop Joaquín Torres, els músics Antonio Vallès, Joan Barter, José Soler Casabón, els pintors Santiago Estruga, o Miguel Ibarz, la pedagoga Maria Quintana, o altres figures rellevants com Tomás Germinal Gracia Ibars, María Silvestre, Pedro Clemente o l'arxiu històric de la conca carbonífera de Mequinensa.
Anualment, el Centre d'Estudis Jesús Moncada convoca el Premi d'Investigació Jesús Moncada amb una dotació de 3.000 euros per a treballs d'investigació basats en la figura de Jesús Moncada (des de la seva perspectiva literària, pictòrica o fotogràfica), la història de Mequinensa, o totes dues. L'objectiu d'aquest premi és promoure l'estudi de la literatura, la llengua, la cultura i el territori a través de l'obra i la figura de l'escriptor mequinensà i la història de la localitat.

## Museus de Mequinensa

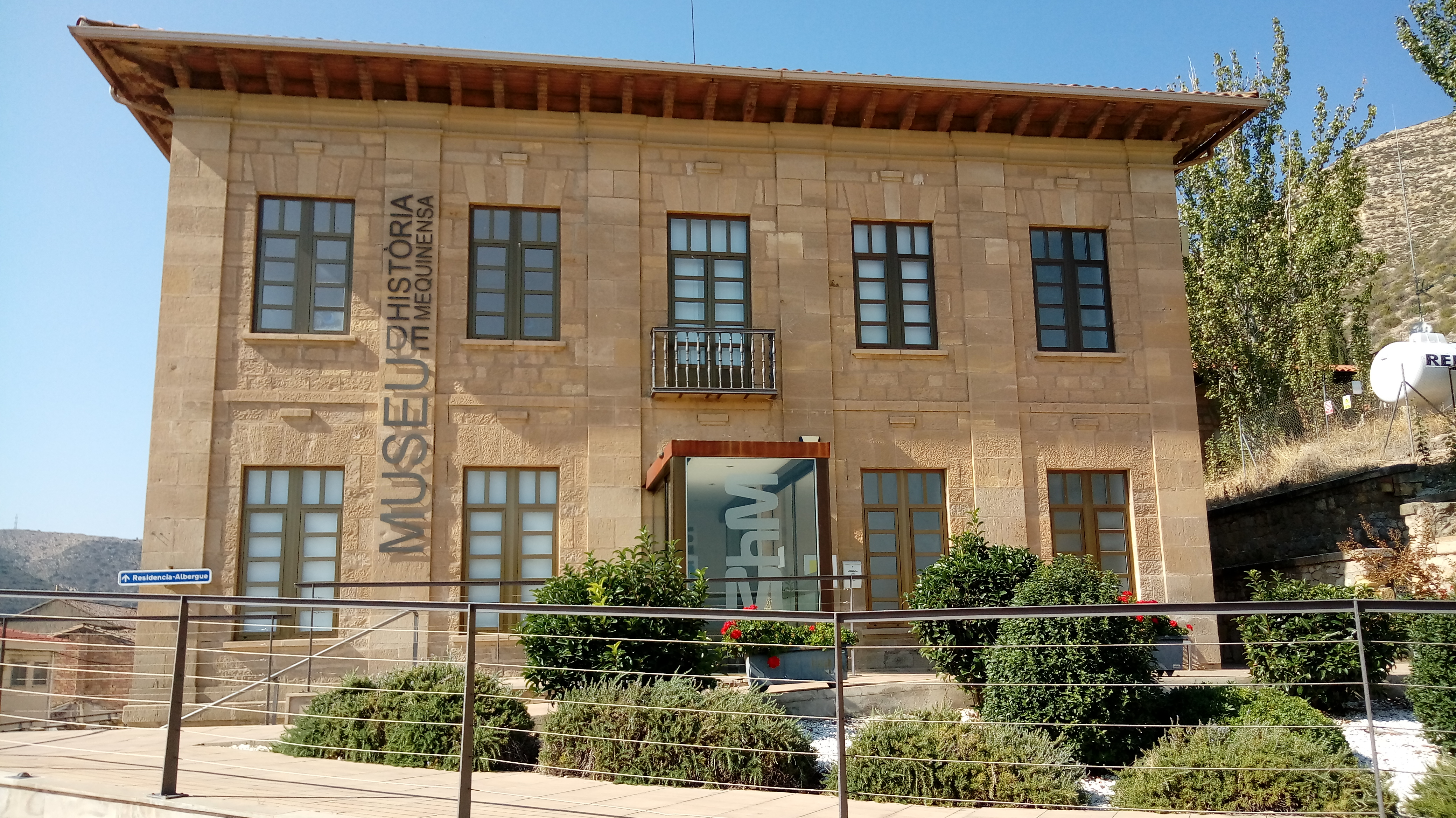
Museus de Mequinensa

L'Ajuntament de Mequinensa, amb l'objectiu de vetllar per la divulgació i l'estudi de l'obra de Jesús Moncada, va dedicar-li un espai propi als Museus de Mequinensa, dins el Museu de la Història de Mequinensa. Allí s'hi troben representades totes les facetes de Moncada: fotògraf, dibuixant, pintor i escriptor. A més, s'organitzen rutes literàries pels espais del Poble Vell de Mequinensa que van protagonitzar les seves obres literàries. Els Museus de Mequinensa formen part de l'associació Espais Escrits - Xarxa del Patrimoni Literari Català i de la Xarxa Mundial de Museus de l'Aigua de la UNESCO.
El Museu de la Història permet també repassar la història del municipi molt lligada també a l'obra de Moncada i el Museu de la Mina permet conèixer les dures condicions de treball dels miners a la conca de Mequinensa i el transport del carbó mitjançant el camí de sirga per les riberes de l'Ebre.

## Fons personal
El fons personal de Jesús Moncada ha estat cedit per la seva germana, Rosa Maria Moncada, i ha arribat a la Biblioteca d'Humanitats de la Universitat Autònoma de Barcelona amb el suport dels departaments de Filologia Catalana i de Traducció i d'Interpretació. Han actuat de mitjancers de la donació Montserrat Bacardí i Francesc Foguet, professors de la UAB, i Hèctor Moret, amic de la família i estudiós de l'obra de Moncada.
El Fons Jesús Moncada està format per part de la documentació personal i professional de l'escriptor. Consta bàsicament d'esborranys d'obres literàries, fotografies, dibuixos, correspondència, documentació professional i personal, etc.

## Obra literària

### Novel·les
- Camí de sirga (1988, ISBN 84-7410-760-1).
- La galeria de les estàtues (1992, ISBN 84-8264-504-8).
- Estremida memòria (1997, ISBN 84-297-5513-6).

### Relats curts
- Històries de la mà esquerra i altres narracions (1981, ISBN 84-8264-302-9).
- El Cafè de la Granota (1985, ISBN 84-7410-861-6).
- Calaveres atònites (1999, ISBN 84-8264-209-X) és un recull de narracions curtes i divertides. L'acció transcorre a la Mequinensa de la post-guerra.
- Contes (2001, ISBN 84-7871-298-4) Recull dels tres llibres anteriors.

- Riada (2000, ISBN 84-932385-9-7).
- Cabòries estivals i altres proses volanderes (2003, ISBN 84-297-5402-4).

### Traduccions a altres idiomes
Autor de renom internacional, n’és un dels més difosos de la literatura catalana en altres idiomes. Ha estat traduït per les grans editorials europees amb versions a vint-i-una llengües. Entre aquestes l'alemany, l'aragonès, l'anglès, el castellà, el francès, el gallec, el danès, l'eslovac, el japonès, el neerlandès, el portuguès, el romanès, el suec, el vietnamita, el serbi, l'eslovè i l'hongarès.

## Jesús Moncada, traductor
Paral·lelament a la seva personal creació literària, Jesús Moncada va fer una sostinguda tasca com a traductor mentre treballava per a l’editorial La Magrana, primer, i per a Edicions 62, després. Entre d'altres, va traslladar al català obres de Guillaume Apollinaire, Joan Cortada i Sala, Alexandre Dumas, André Hardellet, Claude Jolyot de Crébillon, Léo Malet, Roger Martin du Gard, Jules Verne i Boris Vian.
La importància d’aquest treball rau en el fet que una ploma de primer ordre ha donat vida en la nostra llengua obres cabdals de la literatura veïna en un llenguatge exquisit, però al mateix temps àgil i autèntic. Tot i que en ocasions va signar amb pseudònim, les principals edicions i reedicions han dut i duen el nom del traductor en portada. Entre les traduccions més significatives s'hi troben (amb la data de primera publicació):
- Llorenç (Joan Cortada), 1987
- Les proeses d’un jove Don Joan (Guillaume Apollinaire), 1988
- Tots els morts tenen la mateixa pell (Boris Vian), 1993
- Els fills del Capità Grant (Jules Verne), 1996
- La volta al món en 80 dies (Jules Verne) 2000
- L’illa misteriosa (Jules Verne), 2001
- El comte de Montecristo (Alexandre Dumas), 2002

## Cites sobre la seva obra[calcitació]
“Una riuada despietada s'emporta tot el que abans ens havia pertangut. Això passa cada dia, a cada moment i a tothom. Jesús Moncada és el llaüter que ha baixat a la riba, que amb l’ajut d’una corda gruixuda lligada a dalt de l’arbre arrossega darrere seu el vaixell de la seva vida. Transporta molta càrrega, el seu llaüt; la càrrega de la memòria que ell arrossega rere seu no és gens lleugera. Però l'escriptor continua tossut el camí i, al final, igual que el matxo Trèvol, arriba a la vila que potser ja no es troba en cap mapa, però que existeix en la memòria.”
Simona Škrabec, traductora a l'eslovè de "Camí de Sirga"
"Traduint a Moncada descobrint un enorme candidat al Premi Nobel"
Kjell A. Johansson, traductor al suec de "Camí de sirga"
"També perquè com Faulkner o el García Márquez de Cien años de soledad, autors amb els quals se l’ha comparat, aconsegueix fer general i universal allò concret. Moncada ha fet de la seva obra la recerca de l’antiga Mequinensa, sepultada sota les aigües del pantà, i la vida entorn del riu, però també destaca la força del poble, de la seva gent, un món cada cop més proper a Eldorado, al mite."
Lluïsa Julià, escriptora catalana
"El català de Moncada és un català autèntic; no segueix normes. A ell no li ha fet cap falta la normalització de la llengua, perquè parla des de la profunditat i autenticitat de la llengua i això és d'una intel·ligència literària impressionant. (...) “La qualitat i la intensitat de l'obra no ve donada només per les coses que explica i pel món que construeix entorn del seu propi país i la seva pròpia història, sinó sobretot per la cura que té del llenguatge”

Rosa Regàs, escriptora catalana

## Obres a partir de la literatura de Moncada
L'any 2007 es va representar per primera vegada L'aigua, obra de teatre basada en textos dels tres llibres de contes i del recull d'articles Cabòries estivals i altres proses volanderes. El director català Xicu Masó i el dramaturg Albert Roig van adaptar en aquesta peça teatral els textos curts de Jesús Moncada ambientats a Mequinensa. L'espectacle, produït pel Centre d'Arts Escèniques de Terrassa en coproducció amb La Mirada, la Cia i Les Antonietes, s'ha anat representant des de llavors per localitats de tot Catalunya iniciant la gira al Teatre Nacional de Catalunya.
El Grup de Teatre Garbinada de Mequinensa va adaptar les seves obres literàries per produir dues obres teatrals D'un temps, d'un poble i El rovell de l'ou. El grup teatral va ser premiat el 2019 amb el Premi Desideri Lombarte que atorga el Govern d'Aragó per «la continuada tasca en benefici del català d'Aragó, especialment pel que fa a la dignificació, difusió i exaltació de l'escriptor mequinensà Jesús Moncada».

## Premis[calcitació]
- 1971 - Premi Joan Santamaria.
- 1988 - Premi Joan Crexells de narrativa per Camí de sirga.
- 1988 - Premi de la Crítica de narrativa catalana per Camí de sirga.
- 1989 - Premi de la Fundació d'Amics de les Arts i les Lletres de Sabadell.
- 1989 - Premi Ciutat de Barcelona.
- 1989 - Premi Crítica Serra d'Or de novel·la per Camí de sirga.
- 1997 - Premi Joan Crexells de narrativa per Estremida memòria.
- 1998 - Premi Crítica Serra d'Or de novel·la per Estremida memòria.
- 2001 - Premi dels Escriptors Catalans de l'AELC.
- 2001 - Creu de Sant Jordi de la Generalitat de Catalunya.
- 2001 - Medalla d'Or d'Isabel de Portugal de la Diputació de Saragossa.
- 2004 - Premio de las Letras Aragonesas de la Diputació General d'Aragó.

## Patrimoni literari

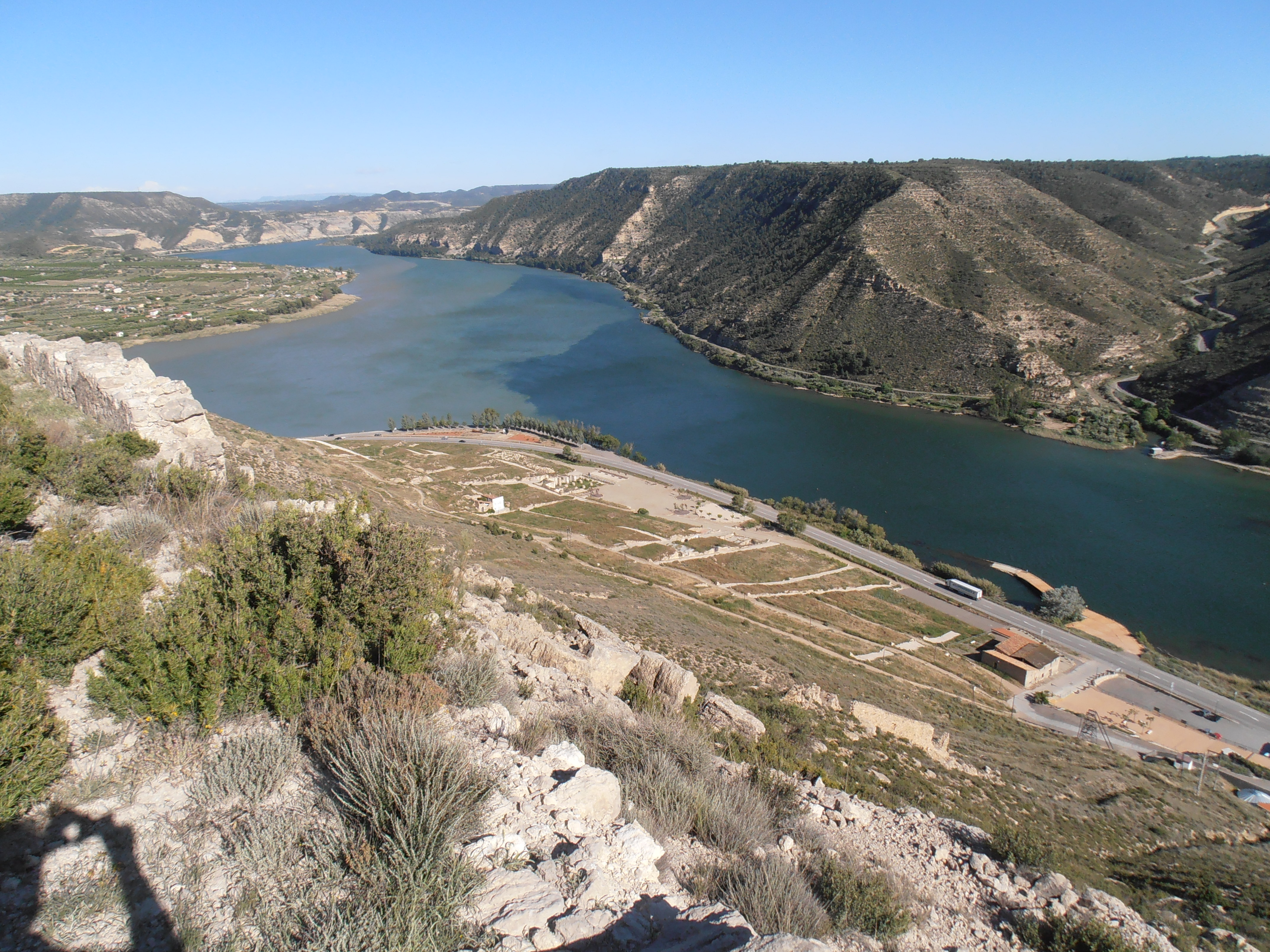
Vista actual del Poble Vell, reconvertit en el Parc de la Memòria "Jesús Moncada".

Jesús Moncada sempre es va sentir molt arrelat a la seva terra, tant n'és el punt que a Camí de sirga narra la desaparició de l'antiga vila de Mequinensa (geogràficament entre el Segre i l'Ebre) a causa de la construcció del pantà de Riba-Roja.
L'autor, doncs, descriu i plasma en l'obra les diferents situacions geogràfiques del poble; des del riu fins a la vila nova, passant per la fàbrica de regalèssia, Calafatés, les drassanes, el transbordador, les mines, els llaüts, la plaça d'armes o el carrer Amargura. A més, des del castell de Mequinensa ens descriu la vista panoràmica del poble nou i l'espai per al record.
Per aquest mateix motiu, els Museus de Mequinensa, va crear una ruta literària que transcorre pels espais en els quals Jesús Moncada immortalitzava en les seves obres. El punt d'inici és el mateix Museu d'Història de Mequinensa i l'itinerari és el següent; el poble vell, el mur i el riu, «la fonda del vell senglar», la casa natal de l'autor, la plaça d'armes, el Cine Goya, el carrer Sant Francesc, l'església, la plaça de l'ajuntament, el camp de futbol, el castell, Calafatés i les mines.
Altrament, l'any 2007 es representà per primer cop L'Aigua, obra de teatre basada en textos dels tres llibres de contes i del recull d'articles Cabòries estivals i altres proses volanderes. L'espectacle, produït pel Centre d'Arts Escèniques de Terrassa en coproducció amb La Mirada, la Cia i Les Antonietes, s'ha anat representant des d'aleshores per tot Catalunya.
Després de la seva mort, Moncada ha esdevingut el fill predilecte de la vila on va néixer i compta avui dia amb un espai dins dels Museus de Mequinensa per a conèixer millor la vida i obra de l'autor mequinensà on es pot gaudir del seu patrimoni pictòric, literari i fotogràfic.